# 285 aC
El 285 aC va ser un any del calendari romà prejulià. A la República i a l'Imperi Romà es coneixia com l'Any del Consolat de Canina i Lèpid (o també any 469 ab urbe condita). La denominació «285 aC» per a aquest any s'ha emprat des de l'edat mitjana, quan el calendari Anno Domini va ser el mètode prevalent a Europa per a anomenar els anys.

## Esdeveniments

### Antic Egipte
- Ptolemeu I Soter convoca una assemblea popular a Alexandria on anuncia que transfereix la reialesa al seu fill Ptolemeu II Filadelf (cosa que es va materialitzar el gener del 284 aC), en contra de l'opinió del seu conseller Demetri de Falèron, ja que tenia fills més grans.[2]
- Ptolemeu Ceraune, fill de Ptolemeu I Soter, surt d'Egipte i se'n va a la cort de Lisímac de Tràcia on hi ha la seva germana Lisandra, casada amb Agàtocles i on la seva germanastra Arsinoe que no li és hostil, està casada amb el mateix Lisímac. Arsinoe participa amb Ptolemeu en diverses intrigues contra Agàtocles.[3]

### Antiga Grècia
- Agàtocles de Tràcia, fill de Lisímac de Tràcia, es casa amb Lisandra, filla de Ptolemeu I Soter, per reforçar els llaços entre Tràcia i Egipte.[4]

### Antiga Roma
- Aquest any són elegits cònsols Gai Claudi Canina i Marc Emili Lèpid. El seu nom només es menciona als Fasti, ja que els llibres de Titus Livi sobre aquest període s'han perdut.[5]
- Gai Fabrici Luscí, magistrat romà, és enviat com a ambaixador a Tàrent i a altres estats aliats per dissuadir-los de fer la guerra a Roma, però els tarentins el detenen i envien ambaixades als etruscs, umbres i gals per formar una gran coalició contra Roma, segons diu Cassi Dió.[6]

## Necrològiques
- Dicearc de Messana, filòsof peripatètic, geògraf i historiador, deixeble d'Aristòtil.[7]